# جيمس رايت (مغني)
جيمس رايت (بالإنجليزية: James Wright)‏ هو مغني أسترالي وفلبيني، ولد في القرن العشرين.

## وصلات خارجية
- جيمس رايت على موقع IMDb (الإنجليزية)
- جيمس رايت على موقع ميوزك برينز (الإنجليزية)